# Raymond L. Ethington
Raymond L. Ethington (Ray L. Ethington) est un paléontologue américain.
En 1959, il décrit le genre de conodontes Panderodus.
En 1983, avec John E. Repetski, il décrit l'espèce de conodontes †Rossodus manitouensis.
De 1990 à 1998, il est président de la Pander Society, une société savante vouée à l'étude des conodontes.

## Publications
- (en) Ethington R.L., 1959. Conodonts of the Ordovician Galena Formation. Journal of Paleontology, Vol. 33, No. 2 (Mar., 1959), pp. 257-292, JSTOR:1300756.
- (en) Bergström S.M., Carnes J.B., Ethington R.L., Votaw R.B. & Wigley P.B., 1974. Appalachignathus, a New Multielement Conodont Genus from the Middle Ordovician of North America. Journal of Paleontology, volume 48, numéro 2, pages 227–235, JSTOR:1303249.
- (en) Repetski J.E. & Ethington R.L., 1983. Rossodus manitouensis (Conodonta), a New Early Ordovician Index Fossil. Journal of Paleontology, Vol. 57, No. 2 (Mar., 1983), pages 289-301, JSTOR:1304653.

## Récompenses
En 1998, il reçoit la médaille de Pander de la Pander Society, décernée à une personnalité ayant contribué de façon significative à l'avancement de la connaissance des conodontes.